# 南部領辻
南部領辻（なんぶりょうつじ）は、埼玉県さいたま市緑区の大字。郵便番号は337-0973。

## 地理
さいたま市緑区北東部の大宮台地（鳩ヶ谷支台）上や見沼の沖積平野に位置する。浦和美園駅からはやや遠い。浦和美園駅の北部周辺や、綾瀬川周辺（現埼玉スタジアム2002敷地内）にはかつて飛地があった。見沼代用水東縁やその分流の天久保用水のほか加田屋川や芝川が流れる。見沼であった地域を南北に含むことから、Tの字を横倒しにしたような形をしている。
地区内に古墳期の遺跡の「タリ耕地遺跡」が存在する。また、市指定天然記念物のムクノキやムクロジの木がある。

## 歴史
もとは江戸期より存在した武蔵国足立郡南部領に属する辻村であった。
- 発足時は幕府領、以降変遷なし。検地は1798年（寛政10年）に実施。享保年間（1716年〜1736年）に開発された持添新田を見沼に領しており、新田の検地は1731年（享保16年）に実施。
- 幕末時点では足立郡辻村であった。明治初年の『旧高旧領取調帳』の記載によると、代官大竹左馬太郎支配所が管轄する幕府領であった[7]。
- 1868年（慶応4年）6月19日 - 旧幕府領が武蔵知県事・山田政則（忍藩士）の管轄となる。
- 1869年（明治2年） 
  - 1月13日 - 武蔵知県事・宮原忠英の管轄区域に大宮県を設置。県庁は東京府馬喰町に置かれる。
  - 9月29日 - 県庁が浦和に置かれ浦和県に改称。
- 1871年（明治4年）11月13日 - 第1次府県統合により埼玉県の管轄となる。
- 1879年（明治12年）3月17日 - 郡区町村編制法により成立した北足立郡に属す。郡役所は浦和宿に設置。それに伴い、郡内に同名の村が4ヶ所存在（現南区辻、指扇領辻、川口市辻）したことから区別するために、南部領を冠称して南部領辻村となる。
- 1889年（明治22年）4月1日 - 町村制施行により南部領辻村が大崎村・上野田村・中野田村・南部領辻村・代山村・寺山村・高畑村および染谷村の一部と合併し、野田村となる[8]。野田村の大字南部領辻となる[4]。
- 1956年（昭和31年） 4月1日 - 野田村・戸塚村・大門村が合併し、美園村となる[8]。美園村の大字となる。
- 1962年（昭和37年）5月1日 - 美園村のうち、旧大門村のうち差間・行衛を除く区域と旧野田村が浦和市に、旧戸塚村と旧大門村のうち差間・行衛が川口市にそれぞれ編入される[8][9]。以後浦和市の大字となる。
- 1967年（昭和42年） - 大字南部領辻の一部を大字大崎へ編入し、大字大崎、上野田の各一部を大字南部領辻へ編入する[4]。
- 2001年（平成13年）5月1日 - 浦和市が与野市、大宮市と合併しさいたま市となり、さいたま市の大字となる。
- 2003年（平成15年）4月1日 - さいたま市が政令指定都市に移行し、さいたま市緑区の大字となる。
- 2017年（平成29年）2月18日 - 浦和美園駅周辺にあった飛び地が美園に編入される[10]。

## 世帯数と人口
2017年（平成29年）9月1日現在の世帯数と人口は以下の通りである。
| 大字     | 世帯数  | 人口  |
| -------- | ------- | ----- |
| 南部領辻 | 218世帯 | 587人 |

## 小・中学校の学区
市立小・中学校に通う場合、学区は以下の通りとなる。
| 番地 | 小学校                 | 中学校                 |
| ---- | ---------------------- | ---------------------- |
| 全域 | さいたま市立野田小学校 | さいたま市立美園中学校 |

## 交通

### 鉄道
地区内に線路は敷設されていないが、近隣の浦和美園駅などが利用できる。

### 道路
- 東北自動車道
  - 浦和本線料金所
- 新見沼大橋
- 国道463号
- 国道122号岩槻鳩ヶ谷バイパス
- 埼玉県道・東京都道103号吉場安行東京線（日光御成街道）
- 緑のヘルシーロード

## 施設
- 見沼自然公園
- さぎ山記念公園
- 総持院
- 鷲神社 - 獅子舞が奉納されており、境内で行われる「南部領辻の獅子舞」は市指定無形民俗文化財で、かつては県指定無形文化財であった[5]。